# بينو دوناجيو
بينو دوناجيو (بالإيطالية: Pino Donaggio)‏ موسيقى إيطالي، ولد في البندقية بإيطاليا في 24 نوفمبر 1941 في عائلة من الموسيقيين، بدأ بينو عزف الكمان في سن العاشرة في معهد مارسيلو بينيديتو في البندقية، تليها معهد جوزيبي فيردي في ميلانو في سن ال 14 لعب لأول مرة منفردا في حفلة موسيقية للإذاعة الإيطالية. ثم بدأ كتابة أغانيه الخاصة وفرض نفسه كواحد من أبرز كتاب الاغانى في إيطاليا. اتجه إلى تأليف الموسيقى التصويرية للافلام وحقق فيها نجاحا كبيرا.

## روابط خارجية
- بينو دوناجيو على موقع IMDb (الإنجليزية)
- بينو دوناجيو على موقع ألو سيني (الفرنسية)
- بينو دوناجيو على موقع ميوزك برينز (الإنجليزية)
- بينو دوناجيو على موقع أول موفي (الإنجليزية)
- بينو دوناجيو على موقع قاعدة بيانات الأفلام السويدية (السويدية)
- بينو دوناجيو على موقع أول ميوزيك (الإنجليزية)
- بينو دوناجيو على موقع ديسكوغز (الإنجليزية)
- بينو دوناجيو على موقع قاعدة بيانات الفيلم (الإنجليزية)
- بينو دوناجيو على موقع كينوبويسك (الروسية)